# Sereno di Sirmio
Sereno (... – Sirmio, 23 febbraio 307) è stato un martire cristiano, venerato sia dalla Chiesa cattolica che da quella ortodossa.

## Biografia
Secondo la tradizione popolare, Sereno nacque in una città non specificata della Grecia e, quando si convertì al cristianesimo, decise di vivere una vita di penitenza e di preghiera, abbandonando i piaceri mondani. Fatto ciò, decise di trasferirsi nella città di Sirmio, in Pannonia (attuale Sremska Mitrovica, Serbia) e lì acquistò e coltivò con passione un piccolo orticello. Ben presto le sue abilità orticole divennero così note da valergli il soprannome di Sereno il giardiniere.
Sempre secondo la leggenda, si narra che un giorno la moglie di una guardia imperiale fu severamente rimproverata da Sereno per aver passeggiato nel suo giardino con le figlie (infatti all'epoca i costumi prevedevano che una donna potesse passeggiare soltanto in compagnia di un uomo). Sentendosi profondamente oltraggiata, la donna informò il marito di ciò che era accaduto e quest'ultimo chiese all'imperatore Massimiano di intervenire. Tuttavia, l'imperatore incaricò di risolvere la faccenda il governatore della Pannonia, che dunque chiamò a testimoniare il santo. Sereno disse ciò che era capitato senza omettere alcun fatto o mentire e di conseguenza il governatore, ritenendolo innocente, costrinse la guardia imperiale a ritirare l'accusa. Tuttavia, il governatore, durante l'interrogatorio, incominciò a sospettare che Sereno potesse essere un cristiano e perciò gli domandò quale fosse la sua religione. Sereno testimoniò fieramente di essere un cristiano e, quando il governatore gli ordinò di sacrificare un animale agli dei romani, egli si rifiutò. Fu giustiziato tramite decapitazione il 23 febbraio 307.  
Nonostante questa narrazione sia molto probabilmente una mera leggenda, secondo il biografo Alban Butler potrebbe esserci nel racconto anche una qualche base storica.
Un'altra leggenda vuole che San Sereno abbia conosciuto sant'Austremonio di Clermont, che gli avrebbe ordinato di evangelizzare la città di Thiers. Tale tradizione popolare è soprattutto diffusa in Francia, più precisamente nelle città di Clermont-Ferrand e Thiers. 

## Culto
Il culto di San Sereno è principalmente diffuso nella regione francese di Alvernia, ove è conosciuto col nome di  "Saint Cerneuf". Il suo santuario principale è la chiesa di San Sereno, situata nel paese di Billom e ove sono conservate le sue reliquie.